# Pierre Bonvin
Pierre Bonvin (ur. 3 lipca 1950 w Paryżu) – francuski lekkoatleta, sprinter, medalista halowych mistrzostw Europy w 1974.
Specjalizował się w biegu na 400 metrów. Zajął 4. miejsce w sztafecie 4 × 400 metrów (w składzie: Gilles Bertould, Bonvin, Patrick Salvador i Lionel Malingre) na letniej uniwersjadzie w 1973 w Moskwie. Zdobył srebrny medal w sztafecie 4 × 2 okrążenia (w składzie: Bonvin, Salvador, Daniel Vélasques i Malingre) na halowych mistrzostwach Europy w 1974 w Göteborgu.
Był brązowym medalistą halowych mistrzostw Francji w biegu na 400 metrów w 1974.
Rekordy życiowe Bonvina:
- bieg na 200 metrów – 21,4 (1973)
- bieg na 400 metrów – 46,9 (1973)